# 79e régiment de fusiliers motorisés de la Garde
Pour les articles homonymes, voir 79e régiment.
Le 79e régiment de fusiliers motorisés de la Garde (en russe : 79-й гвардейский мотострелковый полк, abrégé en russe : 79-й гв. мсп), de son nom complet le 79e régiment de fusiliers motorisés de la Garde de l'ordre du Drapeau rouge (79-й гвардейский мотострелковый Краснознамённый полк), numéro d'unité militaire 63940, est une unité des forces terrestres russes.
L'unité fait partie de la 18e division de fusiliers motorisés de la Garde du 11e corps d'armée, basée à Sovetsk dans le district militaire ouest.

## Historique
Le 79e régiment est formé sous le nom de 266e régiment de fusiliers au sein de la 93e division de fusiliers en mai 1936 à Tchita (district militaire de Transbaïkalie) reprenant la tradition d'une unité soviétique antérieure, la 106e régiment de fusiliers sibériens de la 35e division de fusiliers (en).
Une partie de ses forces participent à la bataille de Khalkhin Gol lors d'affrontements frontaliers soviéto-japonais en 1939. Le régiment participe ensuite guerre d'Hiver contre la Finlande. En novembre 1939, un bataillon à skis est formé à partir du régiment et déployé sur le front finlandais.
Pendant la Seconde Guerre mondiale sur le front de l'Est, le 266e régiment de fusiliers opère dans les 43e, 33e, 20e, et 16e armées, puis à partir de mai 1943, dans la 11e armée de la Garde.
Le 20 avril 1942, le régiment est renommé 79e régiment de fusiliers motorisés de la Garde.
L'unité participe à la bataille de Moscou, aux batailles dans les environs de Spas-Demensk et Jizdra, aux batailles de Koursk, d'Orel, de Briansk (ru), de Gorodok (en), de Prusse-Orientale et aux opérations Bagration et Gumbinnen-Goldap.
Après la guerre, le 79e régiment rejoint la 1re division de chars (ru) de la 11e armée de la Garde. Sa garnison se situe à Kaliningrad.